# Oeiras e São Julião da Barra
Oeiras e São Julião da Barra is een freguesia in de Portugese gemeente Oeiras en telt 34.850 inwoners (2001).